# Черку
Черку (рум. Cercu) — село у повіті Ясси в Румунії. Входить до складу комуни Бирнова.
Село розташоване на відстані 316 км на північ від Бухареста, 8 км на південь від Ясс.

## Населення
За даними перепису населення 2002 року у селі проживали 446 осіб, з них 445 осіб (99,8%) румунів. Рідною мовою 445 осіб (99,8%) назвали румунську.